# Siegelwachs

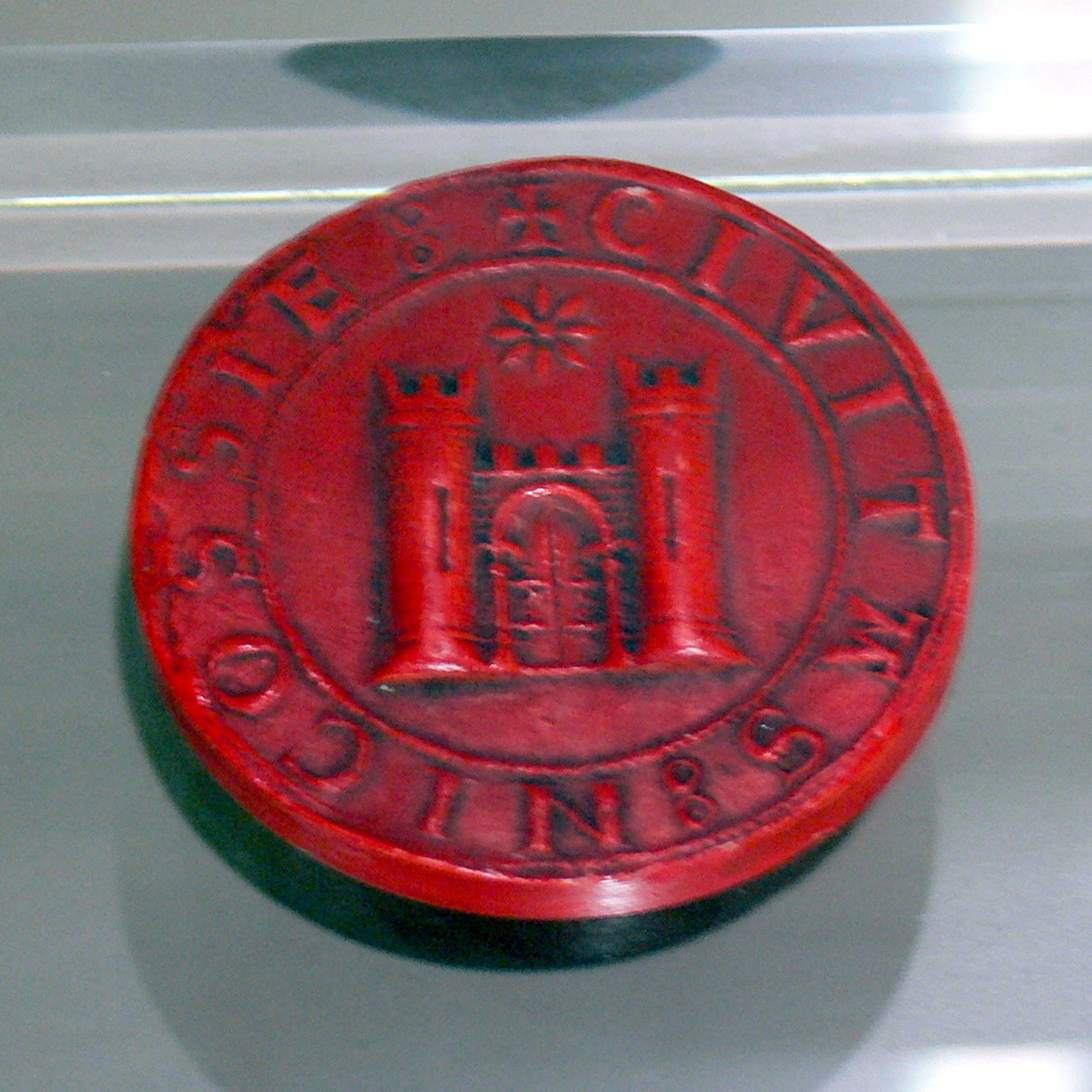
Siegel der Stadt Nikosia auf Zypern, 13. Jahrhundert

Siegelwachs wurde im Mittelalter neben Metallen wie Blei sowie Oblatenteig zum Besiegeln von Dokumenten benutzt. 

## Farbe
Oft blieb das Wachs naturgelblich, teilweise wurden auch Farbstoffe wie Orpiment und andere Materialien, etwa Fichtenharz oder Kiefernöl, zugesetzt. 

## Verwendung
Seit dem 16. Jahrhundert wird meist Siegellack – auch spanisches Wachs genannt – verwendet, seit neuester Zeit Kunststoffpolymere. Siegelwachs wird auch heute noch verwendet. Es ist elastischer als Siegellack und damit zum Beispiel besser für den Postversand geeignet, wo Siegellack bereits auf dem Transportweg brechen kann. Die Begriffe Siegellack und Siegelwachs werden im Handel teilweise synonym verwendet.
Auch die Korken von Weinflaschen wurden mit Wachs versiegelt, um diese für lange Lagerzeiten abzudichten.